# Đế quốc mặt trời không bao giờ lặn

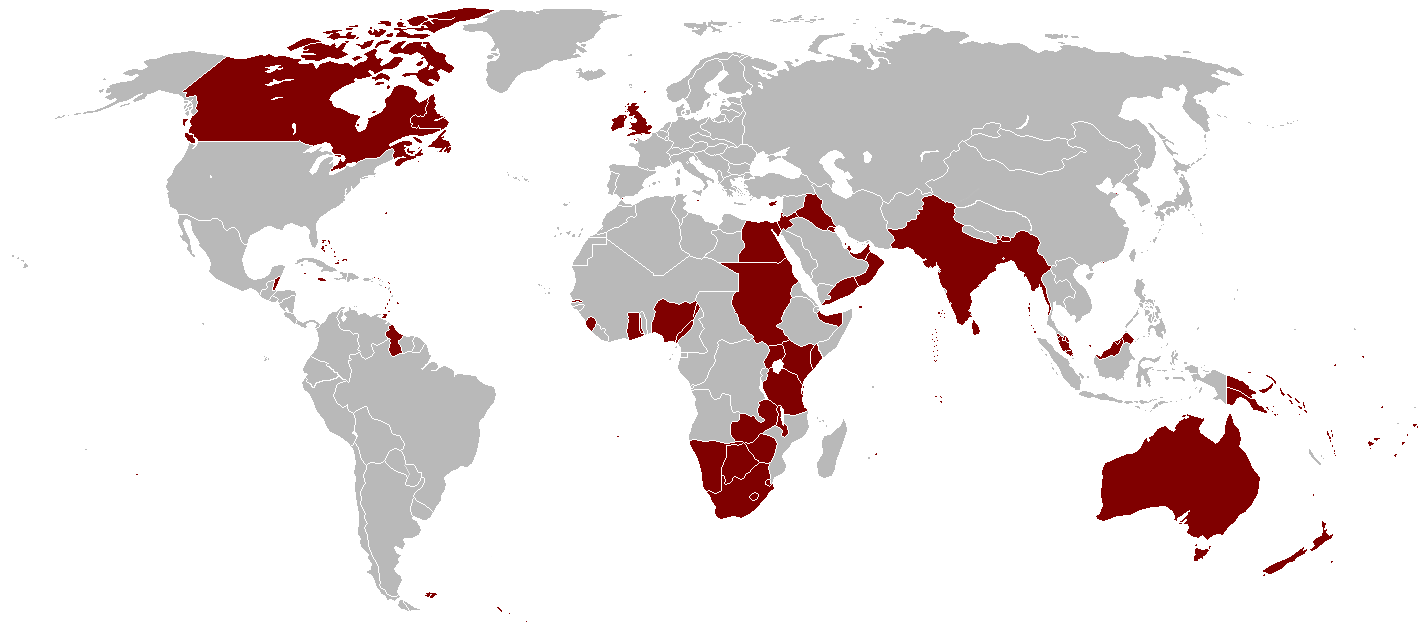
bản đồ lãnh thổ của Đế Quốc Anh vào thời điểm đỉnh cao. (năm 1921)

Cụm từ "đế quốc mặt trời không bao giờ lặn" đã được sử dụng để miêu tả những đế quốc với lãnh thổ rộng lớn đến nỗi luôn luôn có một phần lãnh thổ của nó nằm trong ban ngày.
Nó được sử dụng đầu tiên cho Đế quốc Tây Ban Nha, chủ yếu trong thế kỉ 16 và 17. Vào thế kỉ 19 và 20, nó được sử dụng cho Đế quốc Anh. Giữa khoảng thời gian này, Đế quốc Anh nắm giữ một lãnh thổ lớn hơn tất cả các đế quốc nào trong lịch sử.
Georg Büchmann lần được dấu vết của cụm từ là từ một câu nói trong bộ Historiai của Herodotus, bởi Xerxes I trước khi xâm lược Hy Lạp lần thứ hai.
Một phiên bản tương tự trong Kinh Cựu ước có mặt trước Herodotus và Xerxes I, dòng Psalm 72:8 và 72:5 nói về đức vua Messiah: 'Người sẽ quản hạt từ biển này tới biển kia, từ sông cho đến cùng trái đất, hễ mặt trời, mặt trăng còn có bao lâu, thì chúng nó kính sợ Chúa bấy lâu, cho đến muôn đời.'. Khái niệm này đã xuất hiện ở Cận Đông cổ đại trước Kinh Cựu ước. Câu chuyện về Sinuhe (thế kỉ 19 TCN) nói rằng vua Ai Cập ngự trị "tất cả những gì xung quanh mặt trời." Đương thời, trong những văn bản tiếng Lưỡng Hà, Sargon của Akkad (2334 – 2279 TCN) cũng có nói rằng vị vua này ngự trị "tất cả những vùng đất từ bình minh đến hoàng hôn."

## Đế quốc Habsburg dưới thời Karl V
Karl V của nhà Habsburg cai trị một liên minh cá nhân của một chế độ quân chủ hỗn hợp, bao gồm Đế quốc La Mã Thần thánh trải dài từ nước Đức đến miền bắc nước Ý, với quyền cai trị trực tiếp ở Vùng đất thấp và Áo, và Tây Ban Nha với các vương quốc phụ thuộc của nó bao gồm các vương quốc Sicilia, Sardinia và Napoli ở miền nam nước Ý. Thêm vào đó, triều đại của ông còn bao gồm cả Đế quốc Tây Ban Nha tồn tại lâu dài và các thuộc địa tồn tại ngắn ngủi của Đức ở Châu Mỹ. Đế quốc này là đế quốc đầu tiên được gọi là "đế quốc mà mặt trời không bao giờ lặn" bởi một số tác giả khi Karl còn sống.

## Danh sách các nước Đế quốc "Mặt trời không bao giờ lặn" khác trong lịch sử
- Đế quốc Anh
- Đế quốc thực dân Pháp
- Đế quốc Hà Lan
- Đế quốc Bồ Đào Nha
- Đế quốc Đức
- Đế quốc Mỹ (Hiện nay]